# Антревольт
В еволюційній біології антревольт (англ. spandrel) означає фенотипічну ознаку, яка є побічним продуктом розвитку якоїсь іншої риси, а не прямим наслідком природного добору.

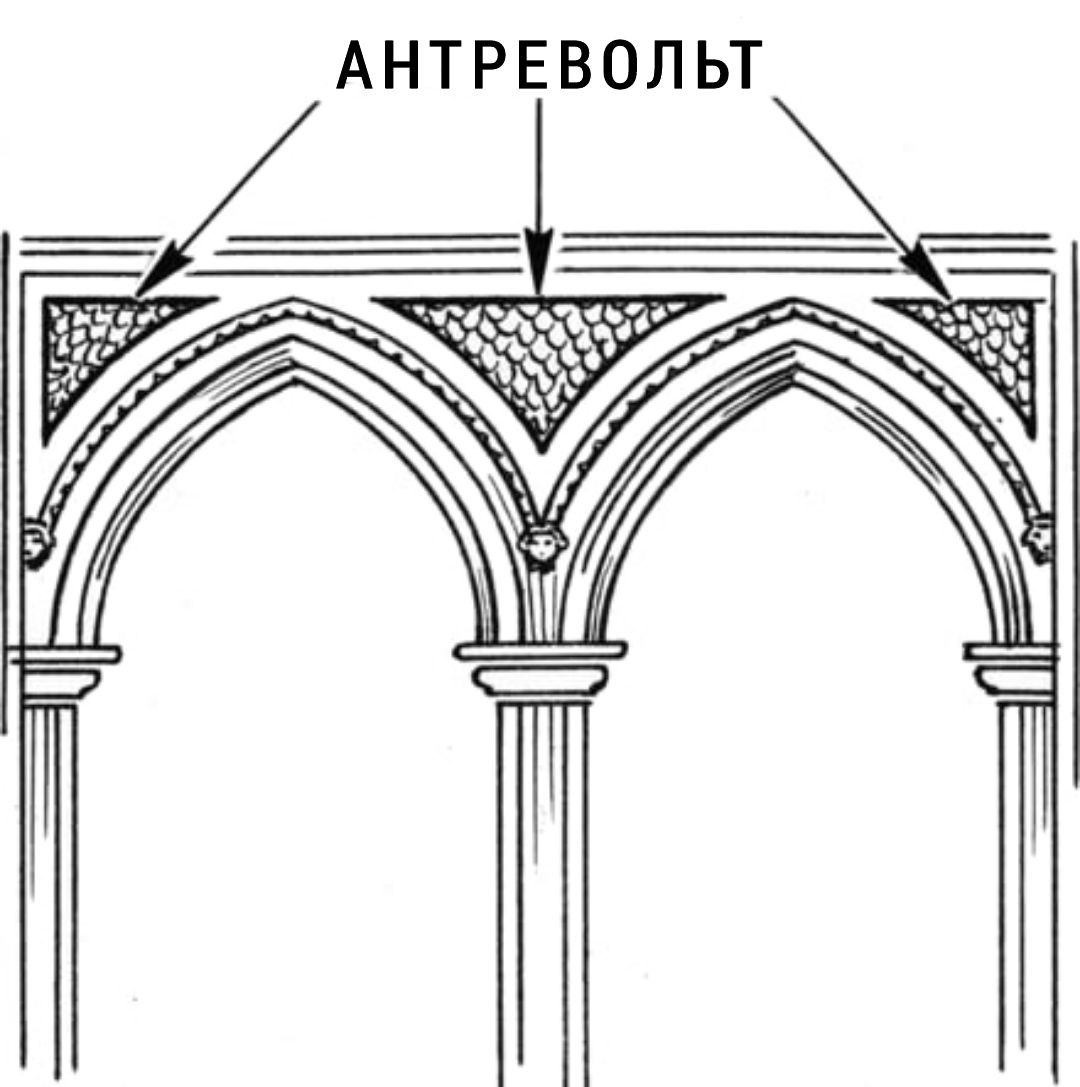
Стівен Гулд і Річард Левонтін використали архітектурний термін «антревольт» для опису побічного продукту еволюції. Базиліка святого Марка, Венеція

## Історія
Для опису еволюційного біологічного явища термін spandrel був запропонований у 1979 році Стівеном Джеєм Гулдом і Річардом К. Левонтіном. Сам термін походить з архітектури, де він позначає декоровану ділянку між круглою аркою та прямокутним каркасом, що обмежує її. Гулд використав ці особливості конструкції як метафору для біологічного феномену: цим терміном він описує властивості фенотипів, які, за його теорією, виникли в процесі еволюції як побічні продукти справжньої адаптації.
Гулд вважає, що антревольти з'явилися як побічний продукт структурної оптимізації (первинна причина), але виявилися корисними для декоративних елементів (вторинний ефект). Тому вони збереглися навіть після того, як подальший розвиток опорних структур зробив їх статично зайвими.
Прикладом цього феномену в природі є деякі наземні равлики, які використовують умбілікус, циліндричну порожнину, як виводкову камеру, що розвивається при спіральному рості черепашки. Річ у тім, що умбілікус не еволюціонував для того, щоб використовуватись як виводкова камера. Він виникає як геометрично необхідний побічний продукт росту черепашки (первинна причина), який (випадково) виявився корисним для захисту яєць (вторинний ефект). Тому у деяких видів ця функція збереглась, а в інших, які не потребують такого захисту, умбілікус повністю закритий кальцитом (колумела).
Концепцію антревольту як неадаптивного побічного продукту еволюції розкритикував Деніел Деннет (1995). Він стверджував, що надзвідні частини арок архітектурних споруд не є безальтернативними, а їхній специфічний вигляд служить для нанесення декорацій.
Поняття «антревольт» згадує та пояснює в одній зі своїх лекцій «Еволюція поведінки людини» Роберт Сапольскі, ілюструючи ним тезу про те, що еволюційний процес не завжди є ефективним.